# Терта (башенный комплекс)
Терта (чечен. Терти, Тертие) — крупный башенный посёлок XIV—XVI веков в западной части Малхистинского ущелья. В современном Итум-Калинском районе Чеченской Республики.

## Описание
На востоке комплекс граничит с Итал-чу, а на западе — с комплексом Меши. До середины 1990-х годов в центре комплекса был ансамбль с боевой башней в пять этажей. Пятиярусная боевая башня со ступенчатой пирамидальной кровлей, квадратная в плане, имела вытянутый в высоту и суживающийся кверху объём. Стены сложены были на известковом растворе из некрупных плит сланца. На вершине кровли был установлен венчающий шпиль. Второй этаж перекрывался четырёхсторонним ложным сводом, стены обмазаны глиной. Над третьим ярусом виднелось деревянное перекрытие.
В настоящее время ансамбль уничтожен, однако сохранились склеп-могильник, шесть жилых башен и святилище-мавзолей с открытой поминальной комнатой.
В северной части селения расположена 4-этажная полубоевая башня, имеющая вход с восточной стороны, бойницы для обстрела подступов к башне и боевой балкончик-машикуль для обороны северной стороны комплекса. Другие три 4-уровневые жилые башни располагаются с восточной стороны посёлка. Они имеют высоту 10-11 м, балкончики и бойницы. В верхней части одной из башен имеется кладка в виде ёлочки на известковом растворе из растесанного с лицевой стороны песчаника. Проёмы имеют арочное окончание.
На правой стороне впадающей в Мешехи речки, в западной части селения Терти расположен двухъярусный надземный склеп с пирамидально-ступенчатой крышей. Стены уложены из плит и каменных блоков, плотно подогнанных к друг другу.
В северной части комплекса расположено святилище-мавзолей. Это самое крупное сооружение комплекса, открытое с фасада, с прямоугольным основанием размером 4×6,2 м и двускатной крышей. Высота святилища 5,5 м, стены имеют толщину 0,65 м. Открытая часть фасада имеет ширину 2,61 м. Она сужается кверху и образует стрельчатую арку, которая в настоящее время отчасти заложена каменными плитами. Фасад украшен квадратными и ромбовидными узорами в виде углублений, спиралью, а над входом и по краям изображены бараньи головы. Здесь, по данным собранных полевых материалов, совершались языческие обряды, а также ритуал поминовения, который назывался «кашмарт», то есть «могильная трапеза».

## Галерея

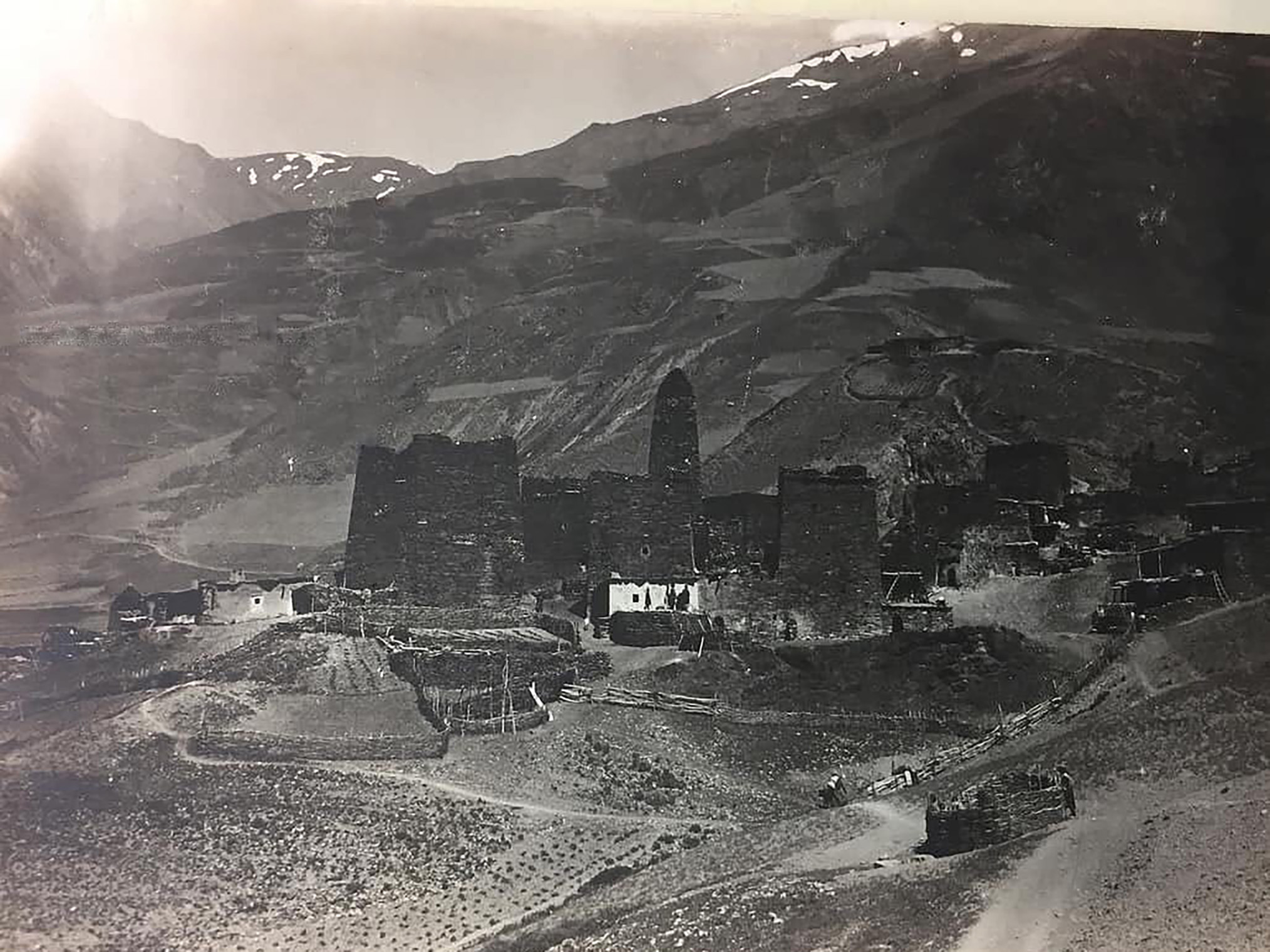
Терти 1913 год.
Фото из работы Бруно Плечке, 1927—1928 гг.
Амбар в селении Терти с резным орнаментом. На лицевой стороне изображены петроглифы.